# Чебоксарский 308-й пехотный полк
308-й пехотный Чебоксарский полк — пехотная воинская часть Русской императорской армии второй очереди. Сформирован для участия в Первой мировой войне.

## История
18 июля 1914 года от 164-го пехотного Закатальского полка отделили кадр в составе 19 офицеров и 280 нижних чинов, из которых с дополнением запасных из чувашей был сформирован в Симбирске второочередной 308-й пехотный Чебоксарский полк 77-й пехотной дивизии.
25 августа 1914 года полк прибыл на станцию Багратионовская и приступил к строевым занятиям в лагерях Беляны под Варшавой. 7 сентября полк выступил на фронт и 19 сентября прибыл в город Гройцы, где занял укреплённую позицию от Волчья Гурка до Грабовска Воля. 24 сентября 11-я и 12-я роты в составе отряда полковника графа Келлера вступили в первый бой с немцами. Полк принимал участие в Галицийской битве 1914 года. 16 июня 1915 года при отступлении полк понёс большие потери (650 солдат убито, 570 ранено, 430 пропало без вести) и был выведен в резерв. В 1916 году участвовал в Брусиловском прорыве. Затем — в боях в районе рек Стрый и Стоход, где оставался до 1917 года. В 1918 году был расформирован.

## Командиры полка
- 16.08.1914—xx.xx.1917 — полковник (c 1916 генерал-майор) Топурия, Дмитрий Соломонович
- 25.10.1915—xx.xx.1917 — Баранович, Ефим Викентьевич[1]
- хх.01.1917—02.04.1917 — временно подполковник (затем полковник) Подрядчик, Кузьма Тимофеевич
- 1917 — полковник Кошутский, Михаил Викентьевич

## Знамя
- Георгиевское юбилейное знамя образца 1875 года (пожаловано 13 октября 1878 года 4-му батальону 164-го пехотного Закатальского полка). Медальоны тёмно-зелёные, шитьё золотое. Навершие образца 1867 года (Георгиевское (армейское)). Древко чёрное.

## Люди, служившие в полку
- Бейгуль, Александр Николаевич — русский художник, участник выставок общества «Бубновый валет» (поступил на службу как вольноопределяющийся).
- Николаев Иван Николаевич — подпрапорщик, полный Георгиевский кавалер.